# Интенциональность
Интенциона́льность (от лат. intentio «намерение») — понятие в философии, означающее центральное свойство человеческого сознания: быть направленным на некоторый предмет.

## Интенциональность в средневековой философии
Понятие интенциональности восходит к средневековой философии, первые примеры использования термина можно обнаружить у арабских философов XII и XIII веков. «Intentio» в различных значениях используется философами высокой схоластики, как «нечто отличное от себя».

## Интенциональность у Брентано и Гуссерля
См. также: Интенциональность в учении Э. Гуссерля
В современную философию понятие интенциональности ввёл Франц Брентано, предложивший его в качестве критерия различения ментальных и физических феноменов. Всякий психический акт, с точки зрения Брентано, направлен на нечто, что и делает его интенциональным.
Быть направленным следует понимать в модусе желательности, селективности, аспектуальности, заинтересованности в рассмотрении именно этого объекта философствования, а не другого. Следовательно, в направленности на объект присутствует субъективная компонента (психология). Именно эта субъективная компонента (переживание, проживание акта созерцания) и стала основой для введения интенциональности как категории в аналитический аппарат философии Гуссерля.
Важнейшее значение понятие интенциональности получило в феноменологии Эдмунда Гуссерля. Феноменологический анализ осуществляется Гуссерлем в терминах ноэмы и ноэзиса, то есть идеального и реального компонентов интенционального переживания.

Крупным открытием феноменологии, при непременном условии феноменологической редукции, остается интенциональность, то есть в наиболее свободном от технического истолкования смысле примат сознания о чём-то над самосознанием. Но это определение интенциональности пока ещё тривиально. Строго говоря, интенциональность означает, что интенциональный акт постигается только посредством многократно идентифицируемого единства имеющегося в виду смысла: того, что Гуссерль называет «ноэмой», или интенциональным коррелятом «ноэтического» акта полагания.— Поль Рикёр «Что меня занимает последние 30 лет» 

## Интенциональность в аналитической философии
Важное значение интенциональности придаёт и современная аналитическая философия, связывая её с теорией речевых актов (Джон Сёрл).
При том, что Джон Сёрл написал книгу под названием «Интенциональность» (1983), как он же заявляет на первых страницах этой книги, он не следует и не следовал никаким предыдущим философским традициям в трактовке термина «интенциональность». Термин «интенциональность» у Серла выполняет иную функцию, он фундирует его теорию речевых актов и составляет его вклад в философию сознания.
В философии сознания «интенциональность» в последнее время стала все чаще сближаться с термином «квалиа», что по своей сути опять же выражает способность сознания быть обусловленным субъективной компонентой. Впрочем, эти термины нельзя отождествлять. Философ Пьер Джейкоб пишет, что аналитические философы связывают проблему интенциональности с проблемами интенционального несуществования, относительного характера единичных мыслей, возможности иметь различные убеждения в отношении одного и того же объекта, проблемой истинного отрицательного высказывания о существовании и др. Особая задача видится аналитическим философам в натурализации интенциональности.